# توماس رودريك
توماس رودريك (بالإنجليزية: Thomas Roderick)‏ هو عالم وراثة أمريكي، ولد في 1930، وتوفي في 4 سبتمبر 2013.